# Apetlon
Apetlon (Hungarian Mosonbánfalva) là một thị xã ở huyện Neusiedl am See bang Burgenland ở nước Áo. Đô thị này có diện tích 82,2 km², dân số thời điểm ngày 31 tháng 12 năm 2005 là 1849 người. Đô thị này toạ lạc về phía đông của hồ Neusiedl (tiếng Đức: Neusiedlersee; tiếng Hungary: Fertő tó).
Apetlon nằm ở vườn quốc gia Neusiedler See-Seewinkel bên bờ đông hồ Neusiedl. Thị xã nằm ở khu vực có độ cao 120 mét trên mực nước biển.